# Amèrica Cardunets i Tallada

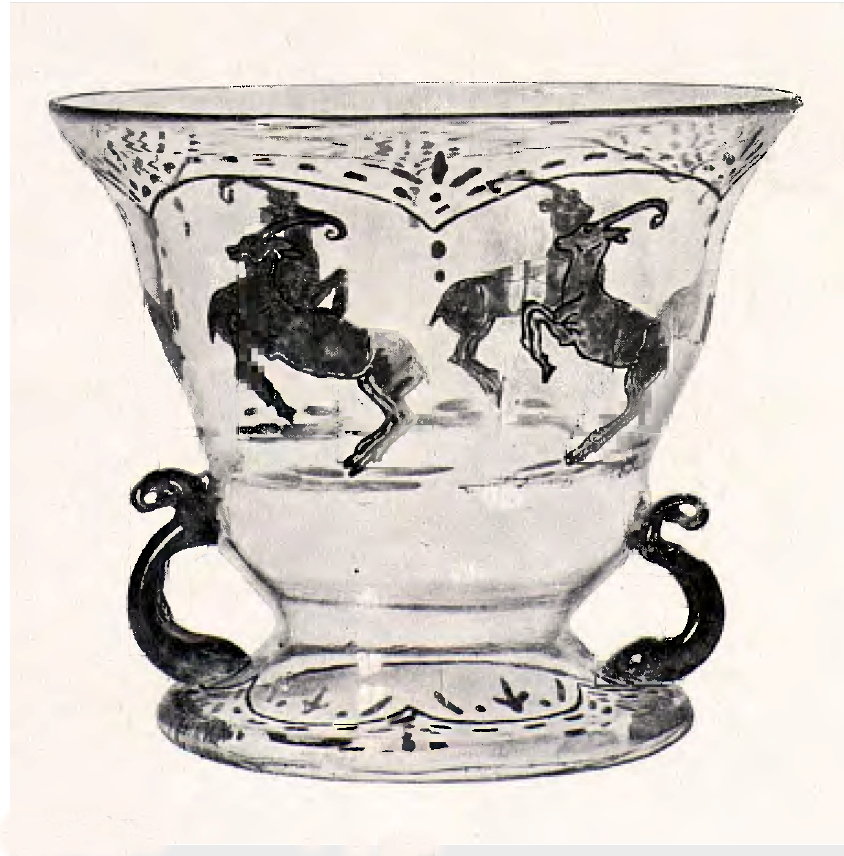
Jarra de cristal esmaltado, 1921

América Cardunets y Tallada ( Barcelona, 2 de mayo de 1900 - 9 de enero de 1991 ) fue una ceramista y esmaltadora de vidrio española.
Se inició en el dibujo y la pintura de la mano de su padre, el dibujante Alexandre Cardunets, su madre era Caritat Tallada i Comella. Hacia 1919 estudió dibujo en la Academia Baixas de la calle Pi de Barcelona, junto a las hermanas Núria y Euda Solé y Ventura, con quien formaría una gran amistad. amplió sus estudios en la Escuela Superior de los Bellos Oficios de Barcelona hacia 1920, matriculándose en la asignatura de cerámica y esmalte sobre vidrio que impartía el ceramista Francesc Quer y con Josep Aragay en las clases de técnica.
Asistió al Instituto Catalán de las Artes del Libro, donde estudió encuadernación con el profesor S. Ventura, y completó sus estudios viajando por España, Francia, Bélgica y Suiza.
En 1917 expuso por primera vez en las Galerías Layetanas junto con su profesor Francesc Quer y en 1921 montó una exposición de cristales esmaltados y cerámica junto a las hermanas Solé. Ese mismo año figuraba entre los donantes del museo del Fomento de las Artes Decorativas, de la que su padre era socio protector, tal y como consta en la memoria de la entidad de ese año.
Esta exposición conjunta de las tres mujeres junto a Francesc Quer en las Galerías Layetanas, se fue repitiendo cada dos años al menos hasta 1929. En 1925 las tres participaron en la Exposición Internacional de Artes Decorativas de París, donde Cardunets y Tallada presentó una colección de vidrio esmaltado al fuego elogiada por la crítica y por la que obtuvo la medalla de oro. El mismo año expusieron en el Ateneu Gironí junto a Alexandre Cardunets. De nuevo constan exponiendo las tres en la Exposición Internacional de Barcelona de 1929.
Al casarse con Ricardo Novarese, abandonó su carrera artística.
En 1968 dio al Museo Nacional de Arte de Cataluña un cartel de una exposición de dibujos de Francesc Xavier Gosé del año 1899.
La Biblioteca Nacional de España conserva un fotograbado con su ex-libris.